# کمکلا
کمکلا ، روستایی است دنج و زیبا از توابع بخش مرکزی شهرستان آمل در استان مازندران ایران.
کم کلا:[کم] در زبان فارسی به معنی محفظه خالی که در اینجا منظور از محفظه همان کوره‌های سفال پزی می‌باشد، کمکلا در قدیم مرکز تمدن سفال پزی شهر آمل بوده، که همچنان آثار آن در روستا به وفور دیده می‌شود، و[کلا] از ریشه واژه {کدواده} در زبان فارسی باستان می‌باشد.

## جمعیت
این روستا در دهستان دشت‌سر سفلی قرار داشته و براساس آخرین سرشماری مرکز آمار ایران که در سال ۱۳۸۵ صورت گرفته، جمعیت آن ۳۹۸ نفر (۹۹ خانوار) بوده‌است.